# Dacian Varga
Dacian Serban Varga (Petroșani, 15 ottobre 1984) è un ex calciatore rumeno, di ruolo centrocampista.

## Carriera
Fa il suo debutto con la Nazionale maggiore l'11 febbraio 2009 contro la Croazia.

## Palmarès
- Campionati rumeni: 1

Unirea Urziceni: 2009.